# Rossella (cantante)
Rossella Canaccini, nota anche con lo pseudonimo di Rossella Valenti e con il solo prenome Rossella (Livorno, 24 luglio 1953), è una cantante italiana.
La sua carriera inizia quando nel 1966 all’età di 13 anni, entra nel gruppo beat interamente femminile Le Stars, con cui andrà in tournée anche all'estero.
Nel 1968, viaggiano fino all'Estremo Oriente poiché il gruppo, era stato chiamato per suonare negli spettacoli per i soldati americani in Vietnam, con l’inganno. Le avventure del gruppo sono narrate nel libro Ciòiòi '68 e nel documentario Arrivederci Saigon.
Tornata in Italia, durante vari provini, Riccardo Cocciante la nota in RCA e crede molto nel suo talento e convince i discografici a farle firmare un contratto. Ha partecipato  festival di San Remo nel 1964, con la canzone “Qui”, scritta da Cocciante, Cassella e Luberti ma, nonostante la grande validità della canzone e l'interpretazione magistrale della cantante livornese (voce molto estesa, emozionante, a tratti roca e tendente al blues, rock e soul), il brano non accede alla finale. Successivamente brano verrà inserito anche come B-side nel successivo 45 giri "Prospettive" che partecipa a "Un Disco Per L'estate" e anche in questo caso non vi accede alla finale. Vano sarà il tentativo di un altro singolo "Tu Non Pensi Alla Mia Età". Nel 1976 la cantante si farà chiamare Rossella Valenti per il singolo "Il Cielo", cover della bellissima canzone di Lucio Dalla.  L'artista non era appoggiata sufficientemente bene dalla RCA: tutto questo farà meditare alla cantante toscana di abbandonare il mondo della discografia coi suoi compromessi non buoni. Continuerà sempre a lavorare in musica lontano dalle sale di incisione di un certo target e dai riflettori.
Oggi fa l’insegnante di canto a Piombino insieme a Viviana Tacchella, che invece insegna musica.

## Biografia
Inizia la carriera giovanissima nel 1966, entrando nel gruppo beat interamente femminile Le Stars, con cui andrà in tournée anche all'estero, in Vietnam (il gruppo era stato chiamato per suonare negli spettacoli per i soldati). Le avventure del gruppo sono narrate nel libro Ciòiòi '68 - In Vietnam con l'orchestrina, cui ha contribuito la stessa Rossella, e nel documentario Arrivederci Saigon del 2018.
Negli anni '70 si dà alla carriera solista; firma per l'RCA Italiana e, prodotta da Riccardo Cocciante, partecipa al Festival di Sanremo 1974 con Qui, brano di grossa intensità musicale che la cantante interpreta in maniera corretta. Nonostante ciò il brano passa inosservato e non raggiunge la finale. Buoni, comunque, i consensi della critica. Da alcune fonti è stato definito come uno dei brani più belli di quell'annata della manifestazione.
Nel 1974 interpreta il tema principale del film L'uomo senza memoria diretto da Duccio Tessari.
Pochi mesi dopo, è in gara a Un disco per l'estate 1974 con la canzone Prospettive, ma anche in questo caso non supera la fase eliminatoria.
Incide poi altri dischi, usando lo pseudonimo Rossella Valenti.
Nel 2006 interpreta "Resto sola" un nuovo brano contenuto nell'album "La voce della solidarietà"

## Discografia parziale

### 45 giri
- 1974: Qui/Solo un uomo in più (RCA Italiana, TPBO 1025)
- 1974: Prospettive/Qui (RCA Italiana, TPBO 1035)
- 1974: Tu non pensi alla mia età/Rock Around The Clock (RCA Italiana, TPBO 1055)
- 1976: Il cielo/Sono nata per un uomo (RCA Italiana, TPBO 1202; inciso con lo pseudonimo Rossella Valenti)

## Filmografia
- Arrivederci Saigon, regia di Wilma Labate (2018, documentario)